# Rodtjärnen
Rodtjärnen är en sjö i Krokoms kommun i Jämtland och ingår i Indalsälvens huvudavrinningsområde. Sjön har en area på 0,0468 kvadratkilometer och ligger 410,4 meter över havet.

## Delavrinningsområde
Rodtjärnen ingår i det delavrinningsområde (708596-146403) som SMHI kallar för Ovan 708478-146543. Medelhöjden är 435 meter över havet och ytan är 7,71 kvadratkilometer. Räknas de 37 avrinningsområdena uppströms in blir den ackumulerade arean 224,63 kvadratkilometer. Öjån som avvattnar avrinningsområdet har biflödesordning 3, vilket innebär att vattnet flödar genom totalt 3 vattendrag innan det når havet efter 248 kilometer. Avrinningsområdet består mestadels av skog (55 procent) och sankmarker (38 procent). Avrinningsområdet har 0,1 kvadratkilometer vattenytor vilket ger det en sjöprocent på 1,2 procent.